# Horatia nelsonensis
Horatia nelsonensis är en snäckart som beskrevs av Frank Climo 1977. Horatia nelsonensis ingår i släktet Horatia och familjen tusensnäckor. Inga underarter finns listade i Catalogue of Life.